# Heart of Gold (canción de Shawn Mendes)
«Heart of Gold» es una canción del cantautor canadiense Shawn Mendes de su próximo quinto álbum de estudio, Shawn (2024). Escribió y produjo la canción con Mike Sabath, Eddie Benjamin y Scott Harris. Fue lanzado el 1 de noviembre de 2024, como el cuarto sencillo del álbum. Escrita en memoria de un amigo de la infancia que murió por una sobredosis de drogas, la letra trata sobre la pérdida de una persona cercana y la experiencia del duelo. El cantante dedicó la canción a todos aquellos que perdieron a alguien. Como parte de una presentación en vivo de «Heart of Gold», Mendes honró al cantante inglés Liam Payne después de su muerte en octubre de 2024.

## Antecedentes y lanzamiento
El 31 de julio de 2024, Mendes anunció su quinto álbum de estudio, Shawn, junto con su portada y fecha de lanzamiento. En la misma fecha, se reveló la lista de canciones del álbum, siendo «Heart of Gold» la sexta canción. Lanzó una serie de sencillos para apoyar el álbum y lo interpretó en una gira de conciertos íntima que comenzó el 8 de agosto. Durante una actuación en el Teatro Paramount de Brooklyn en la ciudad de Nueva York el 18 de octubre de 2024, Mendes dedicó la canción al cantante inglés Liam Payne, dos días después de su muerte. 
«Heart of Gold» fue lanzada el 1 de noviembre de 2024, como sencillo de Shawn. Su lanzamiento estuvo acompañado de un vídeo musical dirigido por Connor Brashier y con dirección creativa de Anthony Wilson.

## Música y letra
Mendes escribió y produjo «Heart of Gold» junto con Mike Sabath, Eddie Benjamin y Scott Harris. La canción trata sobre la experiencia de perder a una persona cercana y fue escrita sobre un amigo de la infancia que murió por una sobredosis de drogas. En las primeras líneas de la canción, Mendes se expresa sobre el arrepentimiento de no haber estado allí cuando lo necesitaron: «No sabía por lo que estabas pasando / Lamento no haber estado allí». Aunque subtituló una publicación en Instagram con «Esto es para ti Dejomi», Mendes dedicó la canción a cualquiera que «haya perdido a alguien, alguien que ha fallecido o alguien que está vivo, de cualquier manera». Mendes afirmó que también significa «celebrarlos a ellos y quiénes fueron y lo que dejaron en este mundo». Musicalmente está liderado por guitarra acústica.

## Posicionamiento en listas
| Listas (2024)                  | Mejor posición |
| ------------------------------ | -------------- |
| Nueva Zelanda (RMNZ)           | 8              |
| Reino Unido (UK Singles Chart) | 81             |